# Pavel Stodůlka
Pavel Stodůlka (* 25. března 1965 Havířov) je český lékař specializující se v oboru oftalmologie, v níž se zaměřuje na refrakční chirurgii, operace šedého zákalu a transplantace rohovky. V roce 2003 založil oční kliniku GEMINI ve Zlíně, soukromou oční kliniku v Česku, s jedenácti pobočkami v Česku a Rakousku. Ve Zlíně také založil výzkumné centrum pro oční chirurgii.

## Biografie
Po maturitě absolvoval studia na Lékařské fakultě Univerzity Palackého v Olomouci, která ukončil s vyznamenáním a pochvalou rektora. V roce 1992 absolvoval atestaci I. stupně v oftalmologii, v roce 1996 atestaci II. stupně v oftalmologii. V letech 1995–2000 postgraduálně studoval na Lékařské fakultě Univerzity Karlovy v Hradci Králové pod vedením profesora Pavla Rozsívala a svoji disertační práci psal na téma LASIK. V roce 2017 získal jako první oční lékař v Česku a Rakousku evropský odborný titul FEBOS-CR.[zdroj⁠?!] V roce 2005 se stal odborným asistentem na 3. lékařské fakultě Univerzity Karlovy. Přednáší též na mezinárodních očních kongresech, kde prezentoval přes 900 odborných přednášek. Vyučuje v kurzech pro zahraniční oční lékaře.
Jako první český oční lékař se stal členem výboru odborných společností AECOS = Americko-evropský kongres oční chirurgie a ESCRS = Evropská společnost kataraktových a refrakčních chirurgů. V červnu 2022 byl jmenován prezidentem AECOS.Stal se tak historicky prvním prezidentem ze zemí východní Evropy v čele této organizace.[zdroj⁠?!]  V červnu roku 2024 předal tuto funkci svému nástupci, doktoru Sherazi M. Daya z Velké Británie. V roce 2020 získal jako vůbec první Čech členství u mezinárodního výboru International Society of Refractive Surgery (ISRS),[zdroj⁠?!] který spojuje oční chirurgy z více než 90 zemí světa. Je organizátorem a prezidentem Zlínského a Pražského očního festivalu, na nichž se setkávají čeští i zahraniční oční lékaři. Během své lékařské činnosti operoval například Václava Klause, Václava Hudečka či Tomáše Baťu mladšího. Podařilo se mu také navrátit zrak u pacienta, který 53 let trpěl slepotou.
Ve volbách do Senátu PČR v roce 2020 kandidoval jako nestraník za hnutí NEZÁVISLÍ v obvodu č. 78 – Zlín. V prvním kole získal 23,90 % hlasů, a postoupil tak ze 2. místa do druhého kola, v němž prohrál s kandidátem hnutí SEN 21 Tomášem Goláněm poměrem hlasů 41,05 % : 58,94 %, a senátorem se tak nestal.
Je ženatý a má dvě děti.

## Výzkumná činnost
- podílel se na vývoji femtosekundového laseru VICTUS[4]
- vytvořil přípravek na zmírnění věkem podmíněné makulární degenerace[5]
- podílel se na vývoji nejtenčí jehly na světě s vnějším průměrem 0,14 mm[zdroj⁠?!]
- v červenci 2024 jako první na světě provedl na zlínské oční klinice Gemini zákrok odstranění vysoké dalekozrakosti laserem zcela novou metodou - hyperopickým ReLEx SMILE

## Ocenění práce
- 2005 – Osobnost Zlínského kraje
- 2007 – Cena města Zlína – za práci v oboru očního lékařství
- 2008 – Záslužné vyznamenání Zlínského kraje II. stupně – za rozvoj oftalmologie
- 2011 – Lékař roku 2010 (Jeseniova cena) – anketa Unie pacientů
- 2012 – Ocenění za nejlepší video v kategorii „Nová nitrooční čočka pro léčbu vetchozrakosti“ – Cannes, Francie
- 2012 – Ocenění za nejlepší video o operaci šedého zákalu v rámci Video Cataratta Refrattiva Miláno, Itálie
- 2012 – Stříbrná medaile předsedy Senátu – za zásluhy o rozvoj oční chirurgie a dlouholetý přínos oční medicíně
- 2014 – EY Podnikatel roku 2014 Zlínského kraje
- 2022 – Medaile Za zásluhy 1. stupeň (2022)
- 2022 – Cena prof. Emilia Campose za inovaci v oftalmologii